# Југославија на избору за Песму Евровизије 1962.
Југославија је учествовала на Песми Евровизије 1962, одржаном у Луксембургу, Луксембург.

### Југовизија 1962
Југословенско национално финале одржано је 23. јануара у Радничком дому „Ђуро Салај” у Загребу са почетком у 20.20 ч. CET. Домаћин је био Младен Делић. У финалу је било 18 песама од три поднационална јавна емитера. Победник је изабран гласовима осмочланог жирија стручњака, по једног поротника за сваку од шест република и две аутономне покрајине. Победничка песма је „ Не пали светла у сумрак “, у извођењу српске певачице Лоле Новаковић, коју је компоновао Јоже Прившек, а написао Драгутин Бритвић.
| Broadcaster | Artist                    | Song                    |
| ----------- | ------------------------- | ----------------------- |
| РТВ Загреб  | Бети Јурковић             | Ми Мали                 |
| РТВ Београд | Ђорђе Марјановић          | Безимена                |
| РТВ Љубљана | Габи Новак                | Имирзада                |
| РТВ Загреб  | Габи Новак                | Јесен на рубу улице     |
| РТВ Загреб  | Габи Новак                | Ох, како тужна девојка  |
| РТВ Загреб  | Иво Робић                 | Алија                   |
| РТВ Београд | Лола Новаковић            | Не остављај ме саму     |
| РТВ Љубљана | Мајда Сепе                | Суламит                 |
| РТВ Љубљана | Стане Манчини             | Јесења                  |
| РТВ Љубљана | Лола Новаковић            | Не пали светло у сумрак |
| РТВ Љубљана | Марјана Держај            | Помахај ми в слово      |
| РТВ Љубљана | Марјана Держај            | Мој Петер               |
| РТВ Београд | Нада Кнежевић             | Ћути, жељо              |
| РТВ Београд | Предраг Гојковић          | Од сутра                |
| РТВ Београд | Сенка Велетанлић-Петровић | Песма ноћи              |
| РТВ Београд | Сенка Велетанлић-Петровић | Дете рата               |
| РТВ Загреб  | Вице Вуков                | Долазак                 |
| РТВ Загреб  | Вице Вуков                | Ти                      |

1. ↑  Није познат редослед наступа

## На Евровизији
Лола Новаковић је добила 10 поена, пласирајући се на 4. место у пољу од 16 земаља које се такмиче.